# Сім'я комет Крейца
Сім'я комет Крейца, також Сім'я комет, які стикаються з Сонцем  — сім'я присонячних комет, названа на честь астронома Генріха Крейца, який вперше показав їх взаємозв'язок. Вчені вважають, що всі вони є частинами однієї великої комети, зруйнованої декілька століть тому.
Деякі з них стали Великими кометами, які можна іноді навіть удень побачити біля Сонця. Остання з них, комета Ікея — Секі, з'явилася 1965 року, і ймовірно, стала однією з найяскравіших комет останнього тисячоліття. Є велика ймовірність того, що в найближчі десятиліття будуть відкриті нові яскраві члени цього сімейства.
Перші комети сімейства були відкриті неозброєним оком. З моменту запуску супутника SOHO в 1995 році виявлені кілька сотень дрібніших членів сімейства. Деякі з них лише кілька метрів у діаметрі. Усі вони повністю зруйнувалися при наближенні до Сонця. Знімки супутника SOHO доступні через Інтернет, і комети на них відкривають переважно астрономи-аматори.

## Відкриття та історичні спостереження

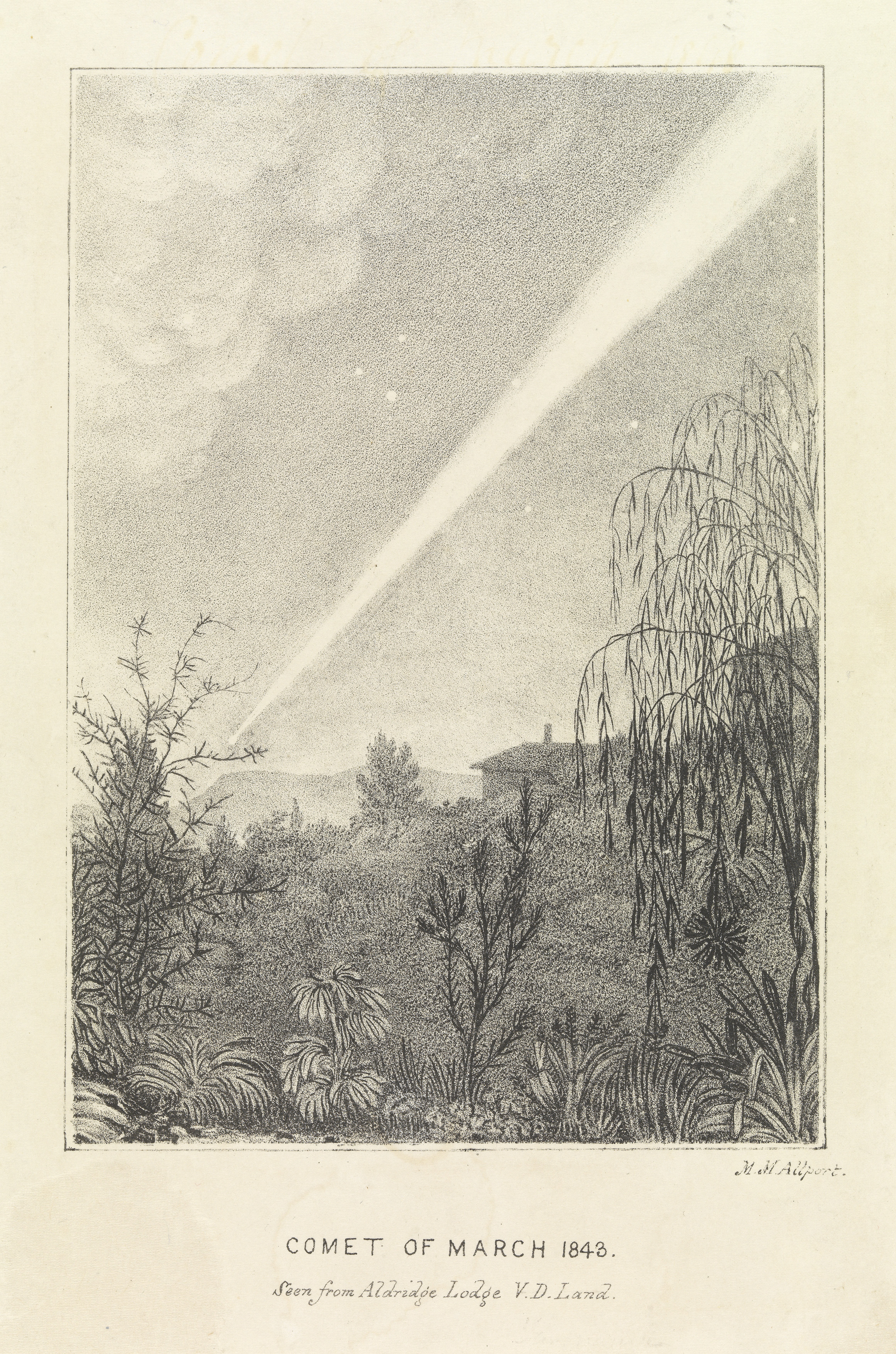
Замальовка присонячної Великої комети 1843 року, спостережуваної з Тасманії.

Першою виявленою кометою, орбіта якої проходила надзвичайно близько до Сонця, була Велика комета 1680 року. Вона пролетіла на відстані лише 200 000 км (0,0013 а. о.) від поверхні Сонця, що дорівнює приблизно половині відстані від Землі до Місяця. Таким чином, вона стала першою з відомих присонячних комет. Її перигелійна відстань (тобто від центру Сонця, а не від поверхні) становила лише 1,3 сонячного радіуса. Для гіпотетичного спостерігача, розташованого на поверхні комети, Сонце б займало на небі кут у 80°, було б у 27 000 разів більшим і яскравішим, ніж на Землі, віддаючи 37 мегават тепла на квадратний метр поверхні комети.
Астрономи того часу, включаючи Едмонда Галлея, припустили, що це було повернення комети, яку спостерігали 1106 року також біля Сонця. 163 роки по тому, в 1843-му, з'явилася ще одна комета, що пройшла поблизу від Сонця. І хоча розрахунки орбіти комети показали, що її період становив кілька століть, деякі астрономи задумалися, чи не було це поверненням комети 1680. Велика південна комета 1880 року мала майже таку саму орбіту, що й комета 1843 року, як і наступна, Велика вереснева комета 1882. Було запропоновано пояснення, що, можливо, це була одна й та сама комета, але її період обертання якимось чином скорочувався при кожному проходженні перигелію, можливо, через тертя об якусь речовину, що оточує Сонце.
Висловлювали й іншу гіпотезу: що всі ці комети були фрагментами однієї давньої присонячної комети. Це припущення прозвучало 1880 року, і воно стало особливо правдоподібним після того, як Велика комета 1882 розпалася на кілька частин. 1888 року Генріх Крейц опублікував роботу, в якій показав, що яскраві комети 1843, 1880 і 1882 років, судячи з усього, є фрагментами однієї давно зруйнованої гігантської комети. Було також доведено, що комета 1680 не має до них стосунку.
Після появи наступної комети цього сімейства 1887 року не було помічено жодної до 1945 року. Два члена сімейства з'явилися в 1960-х роках: це комети Перейри (1963) і Ікея — Секі. Остання досягла максимуму яскравості 1965 року і після свого перигелію розпалася на три частини. Поява цих комет практично одна за одною викликала новий інтерес до вивчення динаміки комет Крейца.

## Знамениті комети сімейства
Найяскравіші комети сімейства Крейца можна було побачити неозброєним оком навіть у світлий час доби. Три найбільш дивовижні — це Великі комети 1843, 1882 і 1965 років (остання має ім'я «Ікея — Секі»). Ще одним знаменитим членом сімейства стала комета затемнення 1882 року.

### Велика комета 1843 року
Велику комету 1843 року вперше помітили на початку лютого — більш ніж за три тижні до її перигелію. До 27 лютого її легко можна було побачити у світлий час доби, і спостерігачі відзначали хвіст довжиною 2—3°, спрямований від Сонця, поки він не перестав бути помітним в його сяйві. Після перигелію її стало помітно вранці, а її хвіст значно збільшився: його кутовий розмір досягав 50°, а фізична довжина становила 300 млн км. Це був найдовший зареєстрований хвіст до появи комети Хякутаке в 1997 році, хвіст якої виявився майже вдвічі довшим — 570 млн км, або 3,8 а. о.
Комета залишалася дуже помітною на початку березня, а до початку квітня її яскравість вийшла за межі видимості неозброєним оком. Останнє спостереження датоване 20 квітня. Безсумнівно, комета справила серйозне враження на людей, вселяючи в деяких страх про невідворотність Судного дня.

### Комета затемнення 1882 року

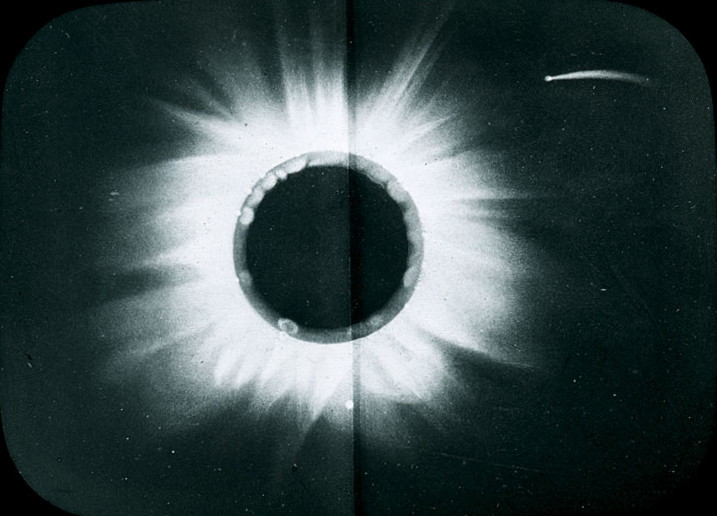
замальовка комети затемнення 1882.

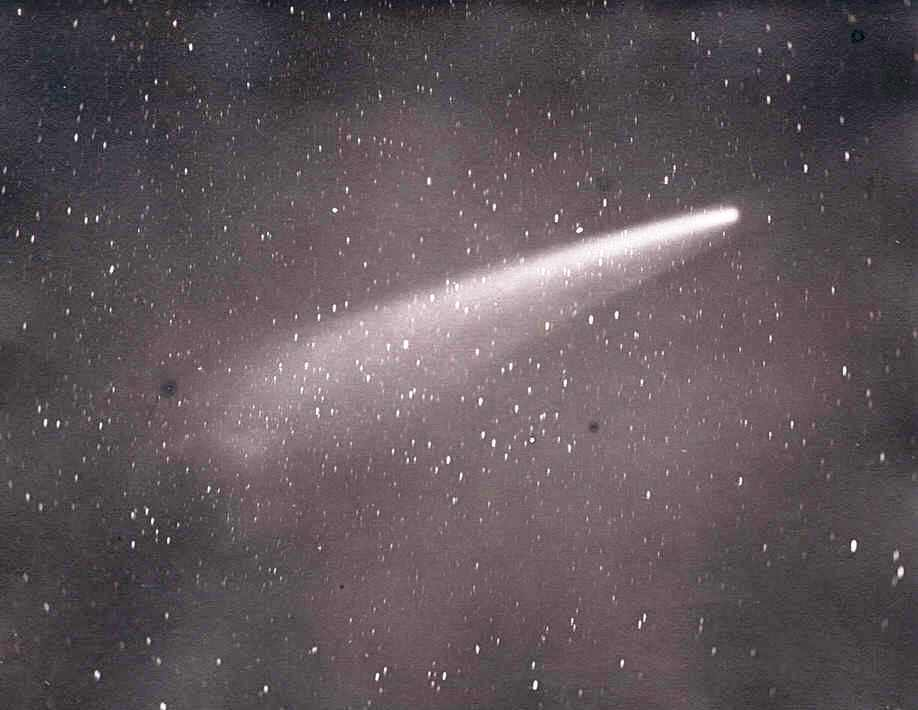
Фотографія Великої вересневої комети 1882.

Група людей, які спостерігали сонячне затемнення влітку 1882 року в Єгипті, була дуже здивована, коли при настанні повної фази поруч із Сонцем стало помітно яскраву смужку світла. За цікавим збігом обставин, затемнення збіглося за часом з проходженням перигелію однієї з комет Крейца. Тільки завдяки цьому про неї стало відомо, через низьку яскравість комету більше не спостерігали. Фотографії затемнення показують, що протягом 1 хв 50 сек, які тривало затемнення, комета помітно пересунулась, так що її швидкість становила майже 500 км/с. Цю комету іноді називають кометою Тевфіка, на честь Тевфіка, хедива Єгипту того часу.

### Велика вереснева комета 1882 року
Велику комету 1882 незалежно відкрили одразу декілька людей, оскільки при появі на початку вересня того року, буквально за лічені дні до перигелію, її легко можна було помітити навіть без спеціального обладнання. Комета швидко набирала яскравість і незабаром (16 — 17 вересня) стала помітною при світлі дня і навіть просвічувала крізь легкі хмари.
Після проходження перигелію вона була яскравою ще протягом декількох тижнів. Схоже, що в жовтні її ядро розділилося спочатку на два, а потім на чотири фрагменти. Деякі спостерігачі також повідомляли, що бачили розпливчасті плями світла за кілька градусів осторонь від ядра. Повернення фрагментів ядра очікується приблизно через 670—960 років після розпаду ядра, причому їх розкид був таким, що проміжок між поверненнями складе приблизно сторіччя.

### Комета Ікея— Секі

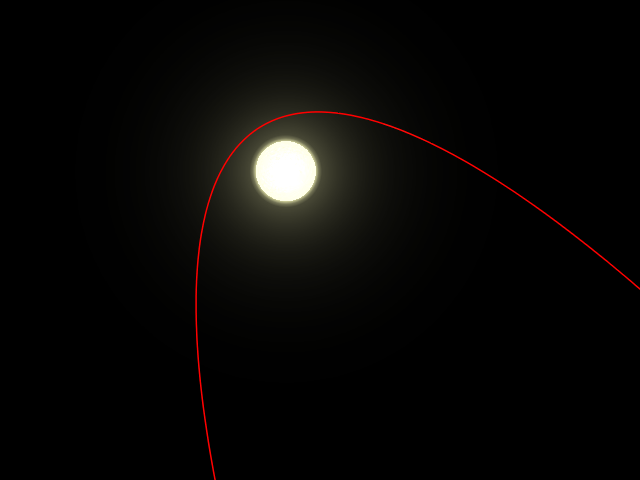
Орбіта комети Ікея — Секі, типового представника сімейства присонячних комет Крейца, що проходить в безпосередній близькості від сонця.

Комета Ікея — Секі — остання з найбільш яскравих присонячних комет Крейца. Була незалежно відкрита двома японськими астрономами-аматорами 18 вересня 1965 року, з проміжком у 15 хвилин, і відразу ж віднесена до цього сімейства. У міру наближення до Сонця в наступні 4 тижні її яскравість швидко збільшувалася і 15 жовтня досягла зоряної величини 2m. Комета пройшла перигелій 21 Жовтня, і люди в усьому світі могли її бачити вдень. Її максимальна яскравість за різними оцінками становила від −10 до −17 m, що перевищувало яскравість повного Місяця й будь-якої з комет, що спостерігалися після 1106 року.
Японські астрономи, використовуючи коронограф, зареєстрували, що за 30 хвилин до свого перигелію комета розділилася на 3 частини. Коли комета знову з'явилася в ранковому небі на початку листопада, два ядра були добре помітні, щодо третього були сумніви. Впродовж листопада у комети розвинувся помітний хвіст завдовжки 25°. Останнього разу комету бачили в січні 1966 року.

### Список комет Крейца, що відкриті із Землі
За останні 200 років десять комет сімейства стали досить яскравими, і були відкриті із Землі:
- C/1843 D1 (Велика березнева комета);
- C/1880 C1 (Велика південна комета);
- X/1882 K1 (Комета затемнення);
- C/1882 R1 (Велика вереснева комета);
- C/1887 B1 (Велика південна комета);
- C/1945 X1 (дю Туа);
- C/1963 R1[en] (Перейри);
- C/1965 S1 (Ікея — Секі);
- C/1970 K1 (Вайта — Ортіса — Болеллі);
- C/2011 W3 (Лавджоя);
- A11bP7I[10].

## Динаміка сімейства: історія та еволюція

Приблизні взаємовідношення між різними членами сімейства Крейца. Моменти перигелію можуть бути встановлені неточно.

Першою спробою описати історію сімейства присонячних комет і знайти його «прародительку» було дослідження, яке провів Браян Марсден. Всі відомі члени сімейства до 1965 року мали майже однаковий нахил орбіти (144°) та довготу перигелію (280—282°), — які виникли, за ліченими винятками, швидше за все, через недосконалість методів обчислення орбіт. Водночас для аргументу перигелію і довготи висхідного вузла було зареєстровано безліч різних значень.
Марсден виявив, що комети сімейства можна розділити на дві групи з трохи різними параметрами орбіт. Це говорило про те, що комети утворилися за кілька етапів — проходжень біля Сонця. Вивчаючи орбіти комети Ікея — Секі та комети 1882 року, Марсден виявив, що розбіжності між параметрами їх орбіт при їх попередніх наближеннях до Сонця були того ж порядку, що й розбіжності між параметрами орбіт частин комети Ікея — Секі після її руйнування. Це дозволило припустити, що обидві вони були частинами однієї комети, зруйнованої при попередньому проходженні перигелію. Найбільш придатним кандидатом для батьківської комети стала Велика комета 1106 року: обчислений період обертання комети Ікея — Секі давав дуже близький до цієї дати момент попереднього наближення до Сонця. Період комети 1882 давав дату перигелію на кілька десятиліть пізніше, однак ця невідповідність вкладалася в межі похибки вимірювання.
Комети 1843 (Велика комета 1843) і 1963 (комета Перейри) років здавалися дуже схожі, але коли вирахували їх шлях аж до попереднього перигелію, між параметрами їх орбіт залишилася досить велика розбіжність. Це, можливо, означає, що вони відокремилися одна від одної ще за один оборот до минулого перигелію. Обидві вони, найімовірніше, не мають стосунку до комети 1106 року, швидше до якоїсь комети, що з'явилася за 50 років до неї. Комети 1668, 1695, 1880 і 1963 років також належать до цієї підгрупи, яка має назву Підгрупа I. Її члени, ймовірно, розділилися під час попереднього або ще більш раннього перигелію.
У свою чергу, присонячні комети 1689, 1702 і 1945 років були дуже схожі на комети 1882 і 1965 років, але їх орбіти не були обчислені з достатньою точністю, щоб можна було сказати, відокремилися вони від батьківської комети в 1106 році чи під час її попереднього проходження, десь у проміжку між III і V століттями до н. е. Ці комети названі Підгрупою II. Комета Уайта — Ортіса — Болеллі 1970 року належить швидше до цієї підгрупи, ніж до першої; але схоже, що її відділення від батьківської комети відбулося ще за один оборот до того, як остання розпалася на фрагменти.
Відмінності між першою і другою підгрупами вказують на походження з двох різних батьківських комет, які, в свою чергу, були колись частинами однієї комети-прародительки і розділилися кількома оборотами раніше. Одна з можливих кандидаток на роль прародительки — комета, яку спостерігали Арістотель і Ефор у 371 році до н. е. Ефор зазначав, що він бачив, як комета розділилася на дві частини, проте це спірний факт. У будь-якому разі, первинна комета повинна була бути дуже великою, порядку 100 км у поперечнику (для порівняння, ядро комети Гейла — Боппа було близько 40 км у поперечнику).
Кількість комет, що належать до першої підгрупи, в чотири рази більша, ніж комет другої підгрупи. Найімовірніше, вихідна комета розділилася на частини неоднакового розміру. Орбіта комети 1680 не підходить під опис орбіт комет ні першої, ні другої підгруп, але можливо, що вона пов'язана з кометами Крейца, оскільки відокремилась від первинної комети задовго до їх утворення.
Ймовірно, сімейство комет Крейца не унікальне. Дослідження показують, що для комет із великим нахилом орбіти і перигелійною відстанню менш як 2 а. о. загальний ефект гравітаційних сил призводить до того, що такі комети стають присонячними. Наприклад, одне дослідження виявило, що комета Хейла — Боппа має 15 %-й шанс стати присонячною.

## Сучасні спостереження
Донедавна була можливою ситуація, коли навіть яскрава комета Крейца могла пройти біля Сонця непоміченою, якщо її перигелій припадав на проміжок з травня по серпень. У цю пору року для спостерігача із Землі Сонце буде закривати майже всю траєкторію комети, і ту можна буде побачити лише поблизу Сонця, і лише за умови високої яскравості. Так, лише випадковий збіг двох астрономічних явищ дозволив виявити Комету затемнення в 1882 році.
Після 1970 року яскравих комет Крейца не було видно. Однак протягом 1980-х років за допомогою двох супутників, які досліджують Сонце, були несподівано відкриті кілька нових членів сімейства: 10 було відкрито супутником P78-1 (SOLWIND) від 1979 до 1984 року, ще 10 — супутником SMM (Solar Maximum Mission) у 1987—1989 роках.
Після запуску SOHO 1995 року виникла можливість спостерігати комети, що пролітають поблизу Сонця, в будь-який час року. Цей супутник дозволяє оглядати ділянки неба, що перебувають у безпосередній близькості від світила. За допомогою нього відкрито сотні нових присонячних комет, причому ядра деяких із них становлять лише кілька метрів у поперечнику. Приблизно 83 % таких комет, які відкрив SOHO, належить до сімейства Крейца. Решту зазвичай називають «некрейцівськимі» або «випадковими» присонячними кометами. Жодна комета сімейства Крейца, яку відкрив цей супутник, не пережила свого перигелію, остаточно випарувавшись.
27 листопада 2011 року австралійський астрономом-любитель Террі Лавджой відкрив яскраву комету сімейства Крейца. Це відкриття стало першим за 40 років відкриттям крейцівської комети із Землі. Комета C/2011 W3 (Лавджоя) пройшла перигелій 16 грудня 2011, досягнувши в максимумі приблизно мінус четвертої зоряної величини.
Понад 75 % присонячних комет були відкриті астрономами-аматорами на підставі знімків SOHO, які доступні через Інтернет. Причому, деякі астрономи зробили досить значну кількість відкриттів: наприклад, Райнер Крахт (Rainer Kracht) із Німеччини відкрив 211 комет, Хуа Су (Hua Su) з Китаю — 185, а Майкл Оатс (Michael Oates) з Великої Британії — 144 комети. За даними на 30 січня 2009 року відкрито понад 1606 присонячних комет Крейца.
Спостереження з SOHO показують, що присонячні комети часто з'являються парами, з проміжком у кілька годин. Малоймовірно, що це збіг; крім того, такі пари не можуть бути результатом розщеплення однієї комети під час попереднього перигелію, оскільки фрагменти перебувають на занадто великій відстані один від одного. Навпаки, все вказує на те, що вони руйнуються далеко від перигелію. Зареєстровано багато випадків, коли комета руйнувалася далеко від перигелію; у випадку комет Крейца, ймовірно, фрагментація починається при проходженні перигелію і каскадно триває впродовж польоту по решті орбіти.
Крім того, станом на 26 червня 2010 року, 24 комети Крейца були відкриті парою космічних апаратів STEREO (2008—2010).

## Фізичні властивості
Про фізичні характеристиках комет Крейца відомо небагато. Встановлено, що розміри ядер більш як половини присонячних комет надзвичайно малі. Діаметр ядра навіть найяскравіших комет, зареєстрованих SOHO, не перевищує кількох десятків метрів. Для порівняння, діаметр Сонця — 1,39 млрд метрів, ядра комети Хейла — Боппа — 40 000 метрів, а комети 103P/Хартлі — близько 1500.
Досліджень, що присвячені хімічному складу комет Крейца, теж дуже мало. Частково це пояснюється тим, що відкриті за останні роки комети з цього сімейства було видно лише кілька хвилин, після чого вони назавжди зникали. Лічені одиниці були відкриті з Землі і спостерігалися впродовж декількох днів, проте близькість до Сонця і несприятливі погодні умови також не дозволили провести їх докладний аналіз. З усього сімейства Крейца найкращі умови для вивчення виникли для двох комет: Великої вересневої 1882 року і Ікея — Секі в 1965 році, — хоча, з урахуванням рівня розвитку астрономічної техніки, і їх не можна було так добре вивчити, як, наприклад, найяскравіші комети останніх півтора десятиліть: Хякутаке (1996), Хейла — Боппа (1997) та Макнота (2007).
При дослідженні спектрів комет 1882 і 1965 років виявлено сліди емісії важких елементів: заліза, нікелю, натрію, калію, кальцію, хрому, кобальту, марганцю, міді, ванадію, — що дозволило припустити, що в кометах з малою перигелійною відстанню починають випаровуватися не лише замерзлі гази, але й пил. Враховуючи розміри більшості комет Крейца, можна з упевненістю сказати, що вони повністю згоряють при проході біля Сонця.
Атоми випаровуваних комет іонізуються і їх захоплює за собою сонячний вітер, перетворюючись на так звані захоплені іони (англ. PUI, pickup ions), які розносяться по всій Сонячній системі. Передбачають, що досить велику частку захоплених іонів складають саме частинки, що залишилися від згорілих присонячних комет.

## Майбутнє комет Крейца
Комети Крейца можна було б чітко спостерігати як єдине сімейство ще багато тисячоліть. З часом їх орбіти будуть спотворюватися через гравітаційні збурення, однак, судячи зі швидкості руйнування цих комет, вони можуть повністю зникнути ще до того, як сімейство буде розсіяне гравітацією. Постійні відкриття безлічі дрібних комет Крейца за допомогою супутника SOHO дозволяють краще зрозуміти динаміку утворення сімейств комет.
Останньою яскравою кометою сімейства Крейца стала комета Лавджоя у 2011 році. Імовірність появи ще однієї яскравої комети Крейца в найближчому майбутньому передбачити неможливо, але враховуючи, що за останні 200 років близько 10 комет з цього сімейства можна було бачити неозброєним оком, можна бути впевненим, що рано чи пізно на небі з'явиться ще одна Велика комета Крейца.